# آرامگاه خلیل اکبر
مقبره خلیل اکبر(خلیل کَر) مربوط به دوره صفوی است و در شهرستان پل‌دختر دهستان میانکوه شرقی، روستای خلیل اکبر واقع شده و این اثر در تاریخ ۵ آذر ۱۳۸۰ با شمارهٔ ثبت ۴۳۶۸ به‌عنوان یکی از آثار ملی ایران به ثبت رسیده است.
نام صاحب مقبره سازنده و بانی آن بر چهار چوب در قدیمی به طور برجسته کنده شده است که قطعات آن از یکدیگر جدا شده‌اند. با این وجود بعضی از صاحب نظران بر این باورند که خلیل اکبر یکی از پیشوایان مذهبی است که او را بابا (باو) گفته‌اند.
خلیل کر احتمالاً پیر یا یکی از بزرگان طایفه بابایی‌های پلدختر و احتمالاً حدود ۱۲ قرن پیش می‌زیسته است.
پیشوند «باو» (بابا) در پیشنام همه بزرگان این طایفه از ابتدا تا سالهای اخیر وجود داشته است.

## نوع گنبد
بنای مقبره خلیل کَر دارای یک گنبد خانه با پلان مربع و یک ورودی الحاقی در قسمت شرقی آن است گنبد بر روی هشت طاق به شکل مخروطی با ارتفاع ۱۰متر به صورت دو جداره و از آجر ساخته شده است.
مصالح بنا قلوه سنگهای طبیعی است که به وفور در منطقه یافت می‌شود و همراه با ملات گچ استفاده شده است. روی گنبد از آستری گچی پوشیده شده است.

## بناکنندگان
گنبد خلیل کر را دو تن از یزرگان طایفه بابایی (باو ابراهیم و باو محسن) در حدود ۷۵۰ سال پیش بنا کرده‌اند و این در شناسنامه بنا که بر چوب کنده کاری شده و در میراث فرهنگی استان لرستان نگهداری می‌شوند ذکر گردیده است.
خلیل کر احتمالاً پیر یا یکی از بزرگان طایفه بابایی‌های پلدختر و احتمالاً حدود ۱۲ قرن پیش می‌زیسته است.